# 2012 au Maroc
Chronologie du Maroc
- 2008
- 2009
- 2010
- 2011
- 2012
- 2013
- 2014
- 2015
- 2016

Cet article présente les faits marquants de l'année 2012 au Maroc ou relatifs au Maroc.

## Événements

### Janvier 2012
- 1er janvier 2012:  Les ferries Biladi (Comarit) et Marrakech (Comanav) ont été saisies par les autorités judiciaires françaises, pour plus de 3 millions d'euros de créances impayés[1].
- 3 janvier 2012: la nomination, par le roi Mohammed VI, des membres du Gouvernement Benkirane.
- 12 janvier 2012: Adoption à l'unanimité du règlement intérieur du parlement. Ce texte entrera en vigueur après son approbation par le conseil constitutionnel.
- 25 janvier 2012: Le gouvernement officiellement investi: 218 députés ont voté pour le programme gouvernemental alors que 135 députés issus du RNI, du PAM, de l'USFP et de l'UC l'ont rejeté.

### Février 2012
- 1er février 2012: agitation des jeunes à Taza. Bilan: 80 personnes blessées dont plusieurs membres de la force publique. 10 délinquants ont été interpellés[2].
- 4 février 2012: Trois prédicateurs radicaux marocains, appartenant au courant salafiste, sont libérés à la suite d'une grâce royale, à l’occasion d'une fête religieuse[3].Il s'agit de Hassan El Kettani, Mohamed Rafiki (dit Abou Hafs) et Omar Haddouchi. Ils ont été condamnés en septembre 2003 à respectivement 25, 20 et 30 ans de prison ferme pour « endoctrinement, (...) association de malfaiteurs et atteinte à la sécurité intérieure de l’Etat », à la suite des attentats de mai 2003 à Casablanca qui avaient fait 45 morts, dont 14 kamikazes[4].
- 9 février 2012: Le Roi Mohammed VI inaugure l'Usine Renault-Nissan Tanger, qui mobilise des investissements de 1,1 milliard d'euros. D'une capacité de production de 30 véhicules par heure en 2012 et de 60 véhicules par heure fin 2014, soit une capacité industrielle installée à terme de 400 000 véhicules par an, la nouvelle usine permettra la création de 6 000 emplois directs et 30 000 indirects[5].
- 18 février 2012: Un séisme d'une magnitude de 4.4 a frappé dans la région du Gharb-Chrarda-Beni Hssen à 21 km NE de la ville de Sidi Kacem[6],[Note 1]. Aucune victime n'est à déplorer.

### Mars 2012
- 6 mars 2012: Abdelilah Benkirane, chef de gouvernement, et Mohamed Horani, président de la CGEM, ont paraphé un mémorandum d’entente à Skhirat[7]. Un conseil de coordination sera installé. Des réunions trimestrielles et la création d'un groupe de travail sont aussi au programme.
- 8 mars 2012: Visite du chef de la diplomatie française Alain Juppé au Maroc[8].
- 10 mars 2012: affaire Amina El Filali (également Amina Filali). Une jeune fille marocaine qui, après avoir été violée à 15 ans, avait été forcée d'épouser son violeur par sa famille un an après. Pour ne pas être obligée de vivre auprès de celui-ci, elle se suicide le 10 mars 2012[9],[10].
- 13 mars 2012: le Roi Mohammed VI préside la cérémonie de lancement de l'opération de généralisation du régime d'assistance médicale[11].

### Mai 2012
- 8 mai 2012: le Roi Mohammed VI préside au palais royal de Casablanca la cérémonie d'installation des membres de la Haute instance du dialogue national sur la réforme de la justice[12].

### Décembre 2012
- 12 décembre 2012: Le Roi du Maroc inaugure le tramway de Casablanca.
- 13 décembre 2012: Mort du Cheikh Abdessalam Yassine[13].